# Park Yeong-hyo
Park Yeong-hyo (hangeul : 박영효, hanja : 朴泳孝, 1861 - 21 septembre 1939) est un homme politique de la dynastie Joseon de Corée. Ses surnoms étaient Chungo et Hyeonhyeongeosa, son titre Prince Geumryung (금릉위, 錦陵尉).  Il a été marié à la princesse Yeonghye, fille illégitime du roi Cheoljong.

## Biographie
Avec Kim Okgyun, il était un des principaux chefs du Gaehwapa, le parti des lumières, un mouvement réformateur qui souhaitait obtenir des changements rapides en Corée et une ouverture des frontières. Face à la domination des factions conservatrices à la cour, pro-chinoise, ils lancent un coup d'état le 4 décembre 1884, le coup d'état de Gapsin avec le soutien des Japonais. Cependant, à la suite de l'intervention de la Chine, ils doivent s'enfuir au Japon trois jours plus tard.
Park Yeong-hyo a également été ambassadeur au Japon et a créé le drapeau coréen en 1882.

## Œuvres
- Sahwagiryak (사화기략, 使和記略)